# Actenia
Actenia är ett släkte av fjärilar. Actenia ingår i familjen mott.

## Bildgalleri

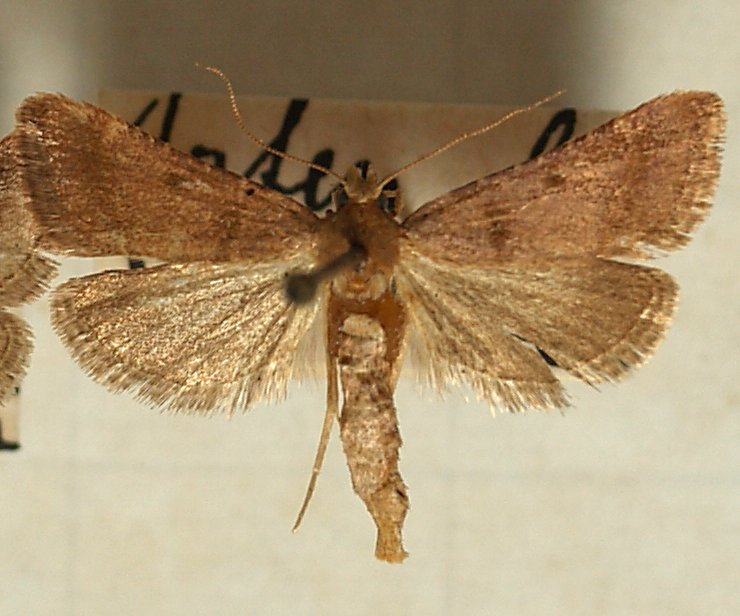

## Dottertaxa tillActenia, i alfabetisk ordning[1]
- Actenia achromalis
- Actenia aglossalis
- Actenia albolineata
- Actenia badialis
- Actenia beatalis
- Actenia borgialis
- Actenia brunnealis
- Actenia byzacaenicalis
- Actenia caesarealis
- Actenia fuscalis
- Actenia gadesialis
- Actenia glaucinalis
- Actenia grandalis
- Actenia gredalis
- Actenia honestalis
- Actenia incalidalis
- Actenia leucoplagia
- Actenia ligerulae
- Actenia lividalis
- Actenia malgassalis
- Actenia marrakechensis
- Actenia matilei
- Actenia messrialis
- Actenia nigrobrunnealis
- Actenia obliquisignalis
- Actenia orbicentralis.
- Actenia pallidalis
- Actenia persica
- Actenia phaealis
- Actenia rhodesialis
- Actenia rungsi
- Actenia syriacalis
- Actenia tacapealis
- Actenia urraca
- Actenia wollastoni
- Actenia vulpecalis